# La Lyre et les Amours
La Lyre et les Amours est un ensemble de quatre mélodies composé par Louis Beydts en 1938 et 1939 sur des poèmes extraits de deux recueils de Tristan l'Hermite, qui donnent leurs titres à la partition : La Lyre et Les Amours.
Publiées aux éditions Heugel, les mélodies ont été créées le 5 juin 1942, à l'École normale de musique de Paris, par Pierre Bernac et Francis Poulenc.

## Présentation
Les poèmes sont extraits de deux recueils de Tristan l'Hermite, qui donnent leurs titres à la partition : La Lyre, publié en 1641, et Les Amours, publié en 1638.
1. Le Bracelet : « Amour en soit béni ! » — Avec élan puis Sans lenteur, en mi majeur à 
,
2. L'Écho : « Ne chantez plus dans ces concavités » — Lentement, à 
,
3. La Belle esclave more : « Beau monstre de Nature » — Lent et nostalgique, mais sans tristesse, en la majeur à 
,
4. Les Baisers de Dorinde : « La douce haleine des Zéphirs » — Tendrement passionné, sans agitation, en ré majeur à 
.

## Création
Publiées aux éditions Heugel en 1939, les quatre mélodies de La Lyre et les Amours ont été créées le 5 juin 1942, à l'École normale de musique de Paris, par Pierre Bernac et Francis Poulenc, avec des mélodies de Marcel Delannoy, Claude Delvincourt, Jean Françaix, André Jolivet et Henri Sauguet.

## Discographie
- La Lyre et les Amours (1943) par Pierre Bernac (baryton) et Francis Poulenc (piano), dans The Essential Pierre Bernac (CD Testament 3161, 1999).